# Nash Grier
Hamilton Nash Grier (Greensboro, 28 dicembre 1997) è uno youtuber e attore statunitense.
È diventato noto per i suoi video online sull'app di condivisione di video Vine all'inizio del 2013.

## Biografia
Hamilton Nash Grier è nato e cresciuto in Nord Carolina, figlio di Elizabeth Floyd e Chad Grier, che ora è uno dei suoi manager. Ha un fratello maggiore, Will Grier, un quarterback selezionato dai Carolina Panthers nel Draft NFL 2019; un fratello minore, Hayes e una sorellastra più giovane, Skylynn, che sua madre ha avuto con il suo attuale marito, John Floyd.
Nash Grier era una matricola alla Davidson Day School quando è stata rilasciata l'app mobile Vine, una piattaforma di social media che consente agli utenti di pubblicare video in loop di 6 secondi che gli altri possono visualizzare. Nash inizia la sua carriera nel 2013 sulla grazie all'applicazione Vine, realizzando video ironici e divertenti insieme ai suoi amici e compagni.

## Carriera
Nel 2014 si unisce al gruppo Magcon, attraverso il quale si fa conoscere negli Stati Uniti.
Poca prima del 2015 il gruppo si scioglie a causa del timore dei ragazzi di limitare la propria carriera futura. A 16 anni Nash e Cameron e il loro fotografo Bryant Eslava, si trasferiscono a Los Angeles e comprano il loro primo appartamento, lasciandolo dopo nove mesi. A seguito di ciò Nash si sposta a Beverly Hills, inizia una scuola online e si diploma. Nel 2015 assieme a Cameron Dallas firma un contratto per girare nel film 'The Outfield'. Nel 2017 prende parte alle riprese della terza stagione della serie televisiva Scream, dal titolo Scream: Resurrection andata in onda in America sull'emittente americano VH1 dall'otto al dieci luglio 2019. Ha anche diretto un video musicale per la cantante Bera intitolato "I Look Good On You", pubblicato sul canale YouTube di Grier. Nel 2017, Grier è apparso nel film You Get Me con la co-protagonista Bella Thorne.

## Vita privata
Nel 2019 diventa padre per la prima volta, con la compagna Taylor Giavasis; il figlio viene chiamato Malakai Giavasis-Grier.
A gennaio 2022, Nash ha oltre 12,7 milioni di follower su Vine, 4,62 milioni di abbonati sul suo canale YouTube, 6.336.310 milioni di follower su Twitter e oltre 11,6 milioni di follower sul suo account Instagram.
A luglio 2022 nasce la sua secondo genita, Noa Giavasis-Grier.

## Filmografia

### Attore

#### Cinema
- Janoskians: Untold and Untrue, regia di Brett Weiner (2015)
- The Outfield, regia di Michael Goldfine ed Eli Gonda (2015)
- You Get Me, regia di Brent Bonacorso (2017)
- I Am Mortal, regia di Tony Aloupis (2021)

#### Televisione
- The Deleted – serie TV, 8 episodi (2016)
- High School Cupid, a Cupid Inc. Story – miniserie TV (2016-2017)
- Scream – serie TV, 1 episodio (2019)

### Doppiatore
- Gamba (Gamba: Ganba to nakamatachi), regia di Tomohiro Kawamura e Yoshihiro Komori (2015) Versione inglese
- Mamma, ho scoperto gli gnomi! (Gnome Alone), regia di Peter Lepeniotis (2017)

## Doppiatori italiani
Nelle versioni in italiano delle opere in cui ha recitato, Nash Grier è stato doppiato da:
- Alessandro Vanni in You Get Me